# Zyta Gilowska

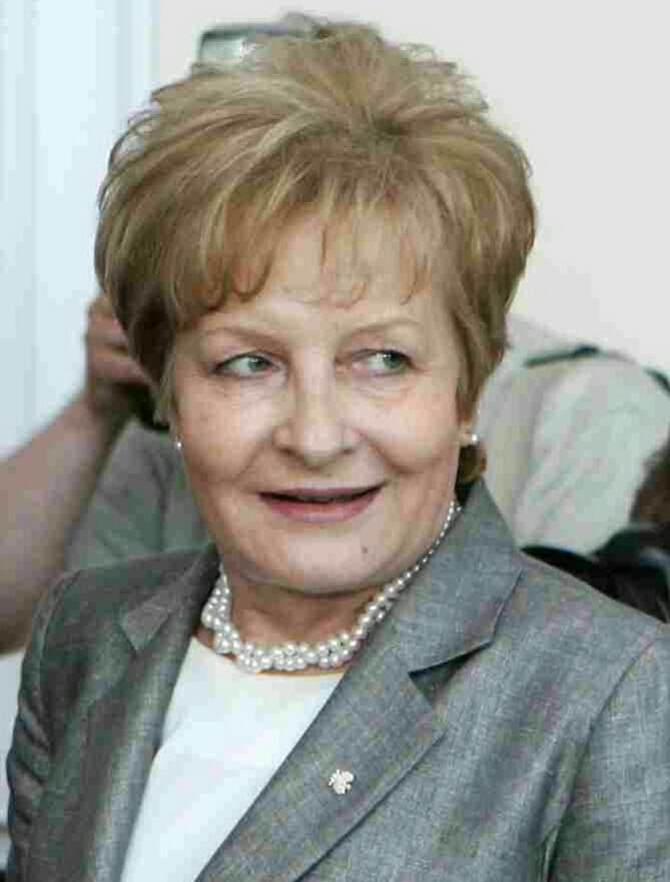
Zyta Gilowska

Zyta Janina Gilowska (* 7. Juli 1949 in Nowe Miasto Lubawskie; † 5. April 2016 in Świdnik) war eine polnische Wirtschaftswissenschaftlerin und Politikerin (KLD, UW, PO, PiS). Sie war zeitweise polnische Finanzministerin. Sie gehörte von 2001 bis 2005 und von 2007 bis 2008 dem Sejm in der IV. und VI. Wahlperiode an.

## Leben und Beruf
Gilowska graduierte 1972 an der Universität Warschau, ehe sie anschließend als Forscherin an die Maria-Curie-Skłodowska-Universität wechselte. Dort erwarb sie 1981 ihren Doktor in Wirtschaftswissenschaft ab und stieg nach ihrer Habitilation zur Assistenzprofessorin auf. 2001 folgte sie einem Ruf der Katholischen Universität Lublin zur ordentlichen Professorin.
Gilowska war verheiratet und hatte rinen Sohn. Sie starb nach einer schweren Herzerkrankung im Alter von 66 Jahren.

## Politik
In den 1990er Jahren gehörte sie zunächst dem Kongres Liberalno-Demokratyczny (KLD) an. Für diesen kandidierte sie bei der Parlamentswahl 1993 im Wahlkreis Lublin. Der KLD scheiterte jedoch mit 4,0 % der Stimmen an der neu eingeführten 5-%-Hürde. Aufgrund der Fusion des KLD mit der Unia Demokratyczna 1994 wurde sie Mitglied der Unia Wolności (UW). Für die KLD und die UW gehörte sie von 1990 bis 1998 dem Stadtrat von Świdnik an. Von 1994 bis 1996 gehörte sie dem Nationalrat der UW an.
Gilowska war von 2003 bis 2005 stellvertretende Parteivorsitzende der Platforma Obywatelska (PO), für die sie bei der Parlamentswahl 2001 als Abgeordnete in den Sejm gewählt wurde. Zudem war sie PO-Vorsitzende in der Woiwodschaft Lublin. Am 21. Mai 2005 verließ sie nach Vorwürfen der Vetternwirtschaft die Partei. Im Januar 2006 berief Ministerpräsident Kazimierz Marcinkiewicz sie als Finanzministerin in sein Kabinett, im Juni musste sie jedoch wieder zurücktreten, nachdem bekannt wurde, dass sie in den 1980er Jahren dem polnischen Geheimdienst als informelle Mitarbeiterin zugearbeitet hatte. Nachdem Jarosław Kaczyński im Juli das Amt des Ministerpräsidenten übernommen hatte, kehrte sie jedoch im September erneut an die Spitze des Finanzministeriums zurück und gehörte damit auch dem Rat der Gouverneure der Europäischen Investitionsbank an.  Bei der Parlamentswahl 2007 trat sie als Kandidatin für die Prawo i Sprawiedliwość (PiS) an und wurde erneut ins Parlament gewählt. Da die von Donald Tusk angeführte Platforma Obywatelska als Wahlsieger aus dem Votum hervorging, kam es zum Regierungswechsel und Jacek Rostowski übernahm das Finanzministerium. Im Februar 2008 legte Gilowska ihr Abgeordnetenmandat nieder. Im Februar 2010 wurde Gilowska von Präsident Lech Kaczyński zum Mitglied des geldpolitischen Rates (Rada Polityki Pieniężnej) berufen. Aus dem Gremium schied sie im Oktober 2013 aus.

## Ehrungen
- 2016 Großkreuz des Ordens Polonia Restituta (postum)[8]